# War van Overstraeten
War (Edouard) Van Overstraeten (Wetteren, 8 mei 1891 - Brugge, 9 december 1981) was kunstschilder, bekend als voorloper van het zogenaamde  animisme. In 1921 was hij medeoprichter van de Kommunistische Partij van België (KPB), maar werd in 1928 samen met enkele kritische medestanders uit deze partij gezet.

## Biografie
Van Overstraeten werd geboren in een burgerlijk milieu. Hij bracht zijn kinderjaren door in Lommel. Al vroeg in zijn jeugd ontwikkelde hij een gevoel van sociale bewogenheid. Hij ging naar een middelbare school in  Brussel en volgde er avondlessen aan de Koninklijke Kunstacademie.

### Kommunistische Partij van België
Hij begon te werken bij de firma “Cuivre et Zinc” in Lommel, maar keerde na een conflict met de directie over het loon van de arbeiders in 1909 naar Brussel terug. Hij werd secretaris van de Socialistische Jonge Wacht en raakte bevriend met Camille Huysmans en Paul-Henri Spaak. In 1918 reisde hij naar Rusland. Uit onvrede over de politieke situatie na de Eerste Wereldoorlog werd hij aangetrokken door het communisme. In 1920 stichtte hij samen met Joseph Jacquemotte de Kommunistische Partij van België (KPB). In 1923 werd de partijleiding waaronder van Overstraeten beschuldigd van een groot complot tegen de veiligheid van de staat, maar het hof van assisen sprak alle beschuldigden vrij.
In 1925 werd Van Overstraeten verkozen tot eerste volksvertegenwoordiger voor deze partij in Luik. Na twee jaar had hij al kritiek op het centralistisch beleid van de partij. In 1928 leidde zijn hevige kritiek op Jozef Stalin en zijn trouw aan Leon Trotski tot een breuk met de partij. In 1929 richtte hij samen met enkele andere dissidenten de Kommunistische Oppositie op waarvoor hij de beginselverklaring schreef, maar verliet de partij nog hetzelfde jaar door tegenvallende verkiezingsresultaten en interne verdeeldheid onder trotskisten. 

### Schilderkunst
Hij verliet de partijpolitiek en zijn schilderkunst kwam nu meer op de voorgrond. Na zich eerst op het expressionisme te hebben gericht, ontwikkelde hij een eigen visie, waarbij innerlijke vrede en visionaire stilte een grote rol speelden. In zijn landschappen kwam hij soms in de buurt van Jakob Smits en Henri de Braekeleer. De kunstcritici catalogeerden hem onder de 'animisten'.
In de jaren 30 van de 20e eeuw ontdekte hij het roerige Spanje (1931-35). Hij schilderde er doeken die zijn zin voor mysterie, soberheid en het innerlijke van de mens weerspiegelen. Later verbleef hij regelmatig in de Provence en Bretagne en maakte reizen door Italië. 
Hij bleef politiek actief in debatten en als redacteur van het non-conformistische blad Le Rouge et Le Noir. Hij kantte zich sterk tegen het Plan van de Arbeid van Hendrik de Man. In 1934 publiceerde hij samen met enkele anarchisten het pamflet "Manifeste pour le Renouveau du Socialisme" als antwoord op het Plan De Man op basis van anarchistische ideeën. In 1936 verliet hij Le Rouge et Le Noir uit onenigheid met de hoofdredactie die de vorming van de regering-Van Zeeland II en het vermaledijde arbeidsplan ondersteunde. Nog datzelfde jaar droeg hij bij tot een politiek manifest "Communauté" dat vooral de ideeën van het christelijk personalisme uitdroeg. Het getuigt van een evolutie van het communisme naar een gedachtegoed op basis van meer individualistische en spirituele waarden. 
Tijdens de Tweede Wereldoorlog nam Van Overstraeten deel aan verschillende exposities in nazi-Duitsland waaronder een overzichtstentoonstelling van Vlaamse schilders georganiseerd door de Deutsch-Vlämische Arbeitsgemeinschaft in Berlijn in 1941. Hij moest zich hiervoor na de oorlog in 1945 verantwoorden voor de Nationale Commissie voor Zuivering in de Kunsten. Van Overstraeten riep in dat zijn deelname gebaseerd was op angst voor represailles omwille van zijn communistisch verleden. Hij kreeg een officiële blaam maar zijn dossier werd niet doorverwezen naar het militair auditoraat.  
Van 1961 tot 1974 woonde hij in Sint-Lambrechts-Woluwe en van 1974 tot aan zijn dood in Brugge, eerst in de Stijn Streuvelsstraat, vervolgens in de Gouden-Handstraat. In 1979 werd in Brugge een overzichtstentoonstelling van zijn werk georganiseerd. Hij overleed er in 1981.

## Citaten
"Wanneer de kunstenaar zich laat boeien door natuur en mens, en ze met liefdevolle kracht weergeeft, dan hebben we Kunst."

### Anderen over zijn werk
- War van Overstraeten heeft zich als een authentieke en sterke persoonlijkheid buiten het Expressionisme gehouden. Hij schilderde als een filosoof die de waarheid in hem erkende en dezelfde waarheid betekende voor de schilder de dingen uitbeelden in een sfeer van schroom en wijding zonder bepaalde accenten te benutten. Innigheid en contemplatie blijken de hoofdkenmerken van deze schilderkunst. Bovendien wordt in deze doeken een sfeer gecreëerd die het aanschijn van de dingen buiten de tijd plaatst.” (Remi de Cnodder in “Het Volk”, 09.11.1971)

- “Bij Van Overstraeten is het vuur naar binnen geslagen : zijn beeld wordt inwendig verteerd door een spanning, door een gloed, door een felle vlam welke er schier al het materiële, al het louter, de zinnen strelende heeft uitgebrand en alleen het strakke zinnebeeld laat van een zuiver geestelijke contemplatie.” (Marcel Duchateau in “Nieuwe Gids”, 21.11.1952)

- “Het lange en rijke leven van War van Overstraeten is een aangehouden spanning geweest tussen palet en politiek. Deze eerste communistische volksvertegenwoordiger, die als katholiek gestorven is, heeft een constante ingetogenheid bewaard in zijn schilderkunst, die de critici er toe gebracht hebben hem onder de animisten te rekenen. Verwoed lezer, kon W.V.O. - zoals hij vaak tekende - zijn bitsige uitvallen tegen politieke verwording laven aan de gedachten van anderen en tevens de gemoedsrust nodig voor zijn werk als schilder bereiken.” (Herman Liebaers, november 1985)

## Werk in musea
War van Overstraeten schilderde religieuze werken, figuren, portretten, landschappen en stadsgezichten.
- Brussel Koninklijk Museum voor Schone Kunsten van België
- Antwerpen Koninklijk Museum voor Schone Kunsten
- Gent Koninklijk Museum voor Schone Kunsten
- Brugge Groeningemuseum
- Charleroi Musée des Beaux-Arts
- Oostende Provinciaal Museum voor Moderne Kunst (PMMK)

### Communisme
- Guy VAN SINOY & Eric BYL, Geschiedenis van de Belgische KP, 1996.
- José GOTOVITCH, Histoire du Parti communiste de Belgique, Brussel, CRISP, 1997.
- José GOTOVITCH, Du communisme et des communistes en Belgique: approches critiques, préface de Pieter Lagrou, Brussel,Editions Aden, 2012.
- Claude RENARD, Contribution à l'histoire du Parti communiste de Belgique
- Vincent SCHELTIENS, Breuk en continuïteit in doen en denken. Het geval War Van Overstraeten, 1910-1945

### Kunst
- Urbain VAN DE VOORDE, War van Overstraeten, Antwerpen, 1955
- C. BUYSSE-DHONDT, Animisten in Brugge. Jacques Le Mair, Adriaan Vandewalle, War Van Overstraeten, Henri-Victor Wolvens, Brugge, 1983.
- Joost DE GEEST en Chris D'HONDT, War van Overstraeten (1891-1981): Een meester van het Animisme, voorw. door Serge Goyens de Heusch, Uitg. Dexia en Bibliophilia, 2003.

### Andere
- Jean-François FUEG, Le Rouge et Le Noir, in : BTNG-RBHC, XXIV, 1993, 3-4, pp. 441-500.

- Gemeinsame Normdatei: 101102429
- International Standard Name Identifier: 0000 0001 1578 7684
- Library of Congress Control Number: nb2005005466
- Nederlandse Thesaurus van Auteursnamen: 176920412
- RKD-Nederlands Instituut voor Kunstgeschiedenis: 79300
- Système universitaire de documentation: 087467941
- Union List of Artist Names: 500042591
- Virtual International Authority File: 95959131
- WorldCat: E39PBJktr7fJvT6QYkqFfY3PcP